# Sabine Bau
Sabine Bau (n. 19 iulie 1969, Würzburg, RFG) este o scrimeră germană, medaliată olimpică. A participat la 4 ediții ale Jocurilor Olimpice (1988, 1992, 1996, 2000) în care a câștigat o medalie de argint.